# Тори Спелинг
Викторија Дејви „Тори“ Спелинг (енгл. Victoria Davey "Tori" Spelling) је америчка глумица и модел. Позната је као кћерка чувеног америчког продуцента Арона Спелинга и по тумачењу Доне Мартин у популарној телевизијској серији Беверли Хилс, 90210.